# Anton Kushnir
Pour les articles homonymes, voir Kushnir.
Anton Kushnir, né le 13 octobre 1984 en, est un skieur acrobatique biélorusse spécialisé dans le saut acrobatique. 
Au cours de sa carrière, il a pris la huitième place des Jeux olympiques 2006, aux différents Mondiaux auxquels il a pris part sa meilleure performance est une troisième place en 2011 à Deer Valley, enfin en coupe du monde, il est monté à dix-sept reprises sur un podium pour huit victoires et a remporté le classement du saut en 2010. Le 17 février 2014, il remporte la médaille d'or aux jeux olympiques d'hiver de 2014 de Sotchi avec un score de 134,5.

## Palmarès

### Jeux olympiques d'hiver
| Édition / Discipline | Saut acrobatique |
| Turin 2006           | 8e               |
| Vancouver 2010       | 15e              |
| Sotchi 2014          | Or               |

### Championnats du monde
| Édition / Discipline      | Saut acrobatique |
| Madonna di Campiglio 2007 | 19e              |
| Inawashiro 2009           | 6e               |
| Deer Valley 2011          | Bronze           |

### Coupe du monde
- 1 gros globe de cristal :
  - Vainqueur du classement général 2010.
- 1 petit globe de cristal :
  - Vainqueur du classement saut acrobatique en 2010.
- 28 podiums dont 13 victoires.